# 홍진호
홍진호(洪榛浩, 1982년 10월 31일~)는 대한민국의 방송인, 전직 스타크래프트 프로게이머, 프로게임단 감독이다. 우승을 한번도 하지 못하고 매번 준우승에 그친 것으로 유명하다. KT 롤스터 소속 이었으며, 아이디는 'YellOw', 주 종족은 저그였다.

## 생애
충청남도 대덕군 신탄진읍(현 대전광역시 대덕구) 출신으로 충남기계공업고등학교를 졸업하고 19살에 상경, 2000년 가을에 Game-i(후에 IS(현 화승 OZ)와 합병)에 입단하면서 프로게이머 활동을 시작하였다. 2002년 12월 11일 같은 팀 소속의 이윤열와 함께 KTF 매직엔스 (현 KT 롤스터)로 임대 이적하였으나, 2003년 12월 24일 KTF 매직엔스와의 연봉 협상이 결렬되면서 투나 SG(현 위메이드 폭스)로 복귀하였다.
이후 4개월이 지난 2004년 4월 20일에 KTF 매직엔스와 3년간 총 4억원에 달하는 연봉 계약을 체결, 다시 KTF 매직엔스로 이적하였다. 이후 2008년 11월 17일 공군에 입대하기 전까지 KTF 매직엔스에서 활동하였으며, e스포츠 병과를 받아 2009년 1월 공군 ACE에 배속되어 복무하였다.
2010년 12월 30일 전역과 동시에 친정팀인 KT 롤스터로 복귀하였으나, 2011년 6월 15일 22시 자신의 팬카페에 '안주하는 것보다 도전하는 삶이 좋기에 이제는 새로운 도전을 해볼까 합니다.'라는 말을 남기며 은퇴를 선언했다. KT 롤스터의 프로리그 경기가 있는 6월 25일 용산 e스포츠 상설 경기장에서 홍진호의 은퇴식을 치루었다. 그 후 e스포츠 내외를 돌며 다른 길로도 열심히 활동하고 있다.
2012년 2월 22일부터 리그 오브 레전드 게임단 제닉스 스톰의 감독으로 활동하였고, 2013년 2월 13일 제닉스 스톰 팀의 사무를 담당하는 프론트로 자리를 옮기게 되었다.
이후 현재는 방송인으로써 활발한 활동을 펼치고 있다.

## 홍진호와 준우승

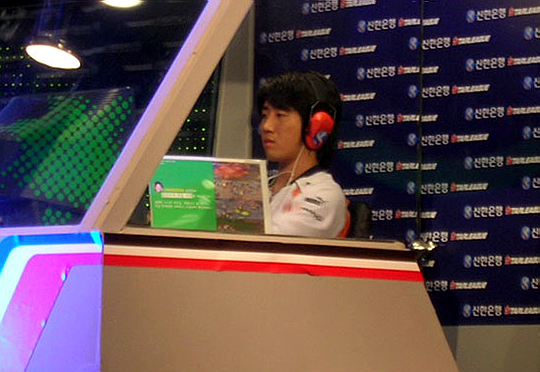
경기 중인 홍진호

준우승은 홍진호에게 항상 그림자처럼 따라다니는 존재이다. 스타크래프트계의 대스타인 홍진호이지만, 아직 그는 메이저 대회 우승 경력이 단 한 차례도 없다. 2000년대 초반부터 중반까지 그는 저그의 독보적인 최강자였지만, 당대 최강 테란플레이어 임요환, 이윤열, 최연성, 서지훈에게 결승, 4강전등 중요한 경기마다 패배하면서 '무관의 제황'으로 불리곤 했다.(저그 최초의 개인리그 우승은 2004년 박성준이 프로토스 박정석을 물리치면서 달성하였다.)
또한 홍진호의 소속팀이었던 KTF 매직엔스 역시 스포츠 역사상 전무후무한 23연승 기록 달성에도 불구, 각종 팀단위 리그에서 준우승에 머물렀다.(09-10 우승으로 준우승 징크스는 끝났다.) 홍진호가 프로게이머를 은퇴할 때까지 우승은 하지 못하였다.

### 임요환과의 관계
임요환이 스타리그 초창기에 인기를 얻어가던 2001년 9월, 임요환과 홍진호의 경기는 '임진록'으로 불리며 최고의 흥행 카드로 자리잡았다. 특히 그 둘은 2001년 코카콜라 스타리그와 KPGA 투어 1차의 결승에서 각각 맞붙으며 팬들의 기대를 저버리지 않았다. 당시 2번의 대결에서 임요환이 모두 승리하였고, 뒤이어 치러진 2002년 WCG에서도 임요환이 홍진호를 꺾고 우승함으로써, 홍진호는 2인자의 이미지를 만들기 시작한다.
클래식한 '임진록'은 2004년 EVER 스타리그 4강전에서 재현되었다. 이윤열, 최연성 등 차세대 게이머들에 비해 약간은 처진 듯한 모습을 보인 양 선수의 4강전은 그 사실만으로도 스타크래프트계의 큰 화제가 되었다. 그러나 당시 경기는 예전의 흥미진진한 임진록의 모습이 아니었으며, 임요환의 3경기 연속 초반 벙커링(일명 3연벙)에 의해 홍진호가 큰 피해를 입어 경기를 포기하고 말아, 20여분만에 3:0으로 끝나고 말았다. 이후 홍진호의 성적이 하락하고, 임요환이 군입대를 함에 따라, 양 선수의 '임진록'은 간혹 열리는 이벤트전으로 명맥을 유지하게 된다.
홍진호의 공군 입대 결정 사실이 드러나며 오랜 라이벌인 임요환과 홍진호가 공군 ACE에서 한솥밥을 먹을 가능성에 많은 팬들의 관심이 집중되었다. 그러나 임요환이 전역(2008년 12월)한 이후 홍진호가 공군 ACE에 입대(2009년 1월)했기 때문에 두 선수가 같은 팀에서 활동하지는 못했다.
두 선수가 스타크래프트 1 리그에서 함께 활동한 마지막 시즌인 09-10 시즌에는 공식전 1전과 비공식전 3전의 임진록이 펼쳐졌고, 홍진호가 4전 전승을 거두었다. 최초이자 최후의 프로리그 임진록은 2009년 11월 24일 신한은행 프로리그 09 ~ 10 시즌 공군 대 SK 텔레콤 T1의 2라운드 경기 제 1세트였으며, 디파일러 생산 직전 시점에 임요환의 타이밍 러시를 한방 전투로 막아낸 홍진호가 승리하였다. 이 경기의 승리로 홍진호는 통산 대 테란전 222승을 달성해 더욱 화제가 되었다. 12월 3일 IeSF 스타 인비테이셔널 클래식 준결승에서도 홍진호가 2대0으로 승리해 상대전적의 격차를 31:35로 줄였다. 두 선수의 스타크래프트 1에서의 마지막 임진록은 2010년 8월 14일 프로리그 올스타전 제 3세트 경기로, 다수 퀸과 하늘을 뒤덮는 뮤탈리스크로 압도적인 면모를 보여 준 홍진호가 승리와 더불어 올스타전 MVP에 선정되는 두 배의 기쁨을 누렸다. 현재 임진록의 전적은 비공식전을 포함 32:35로 임요환이 다소 우세하다. 임요환이 09-10 시즌을 마지막으로 스타크래프트 2로 종목을 전향한 탓에 스타크래프트 1 리그의 대표적 라이벌 매치였던 임진록은 사실상 역사 속으로 사라지게 되었다. 마지막 임진록이 된 2012 tving 스타리그 레전드 매치, 임요환 VS 홍진호는 홍진호의 승리로, 마지막 승자는 홍진호이다.
최종 상대전적은 공식전만으로는 홍진호 16:21 임요환, 비공식전까지 합쳐서는 홍진호 33:35 임요환이다.

### 이윤열과의 관계
데뷔 초인 2002년 여름부터 임요환과의 대결에서 명성을 얻은 테란 플레이어 이윤열은, 홍진호와 함께 KTF팀에서 생활을 하며 프로게이머 경력을 쌓아갔다. 특히 2002년 6월에 치러진 2차 KPGA는 이윤열의 첫 메이저 대회 결승전 도전이었다. 상대였던 홍진호 역시 2인자의 모습을 떨치고 우승의 감격을 맛볼 첫 기회였다. 그러나 우승자는 이윤열(3:2로 승리)이었으며, 이 대회를 통해 이윤열은 스타 플레이어로 도약하였다.
두 선수는 이벤트전에서도 종종 부딪쳤는데, 2005년 7월 16일 펼쳐진 스니커즈 올스타리그 결승전에서는 홍진호가 3:2로 승리하며 상금 2200만원의 주인공이 되었다. 그러나 비교적 최근에 펼쳐진 2009년 12월 12일의 IeSP 스타 인비테이셔널 클래식 결승에서는 이윤열이 3:1로 승리하였다. 두 선수의 마지막 대결은 2009년 12월 28일의 프로리그 경기로 홍진호가 승리하였다. 이후 이윤열이 스타크래프트 II로의 전향을 선언하며 두 선수의 대결을 볼 수 없었다.
상대전적은 공식전에서는 14:13으로 홍진호가 우세하나, 비공식전까지 포함한다면 23:27로 이윤열이 앞선다.

### 서지훈과의 관계
홍진호는 2003년 올림푸스 스타리그 결승전에서 임요환, 이윤열에 비해 상대적으로 덜 주목 받았던 서지훈과 대결하게 된다. 그러나 홍진호는 서지훈에게 3:2로 패배하였다. 이 대회는 홍진호가 생각하는 가장 아쉬웠던 결승전이었다고 한다.
서지훈이 2009년 2월 공군 e스포츠병에 입대함에 따라, 두 선수는 같은 팀에서 활동하게 되었다. 인접한 군번으로 대부분의 군생활을 서지훈과 함께 한 홍진호는 공군 ACE 선수로서의 고별전(2010년 12월 7일 프로리그 10-11 2라운드 대 위메이드 폭스 전상욱전) 승리 이후 가진 인터뷰에서 팀에 대한 서지훈의 헌신적 기여에 대해 감사의 말을 전하기도 했다.
최종 상대전적은 공식전만으로는 4:7, 비공식전까지 합치면 9:14로 열세다.

## 에피소드

### 이벤트전의 최강자
홍진호는 메이저 대회를 제외한 다른 많은 대회에서는 여러차례 우승을 거둔 바 있다. 스타크래프트 대회를 분류할때, 일반적으로 메이저 대회(양대리그)를 제외하면 나머지는 이벤트전으로 간주하는 성향이 있기 때문에 홍진호는 '이벤트전의 황제' 라고도 불린다.
홍진호는 KPGA 투어 위너스 챔피언십, 스니커즈 올스타리그, 블리자드가 주최한 초청전인 블리즈컨 2005 등의 이벤트전에서 우승한 바 있다. 정규리그 사이에 펼쳐졌던 온게임넷의 2001 KT 왕중왕전, MBC게임의 KTEC KPGA 위너스 챔피언십, 겜티비(전 게임 TV)의 벼룩시장 FindAll배 챌린저오픈 스타리그를 홍진호가 모두 석권하자 사람들은 이것을 이윤열의 개인리그 그랜드슬램에 빗대어 이벤트전 그랜드슬램이라고 부르고 있다. 또한 최근에는 신한은행 프로리그 08-09 결승전 직전에 펼쳐진 올스타 이벤트전에서 마저 승리하며 여전히 이벤트전에는 강력한 모습을 보이고 있다.

### CNN 취재
2005년 2월 15일 미국의 뉴스전문방송국인 CNN에서 대한민국의 e스포츠 문화에 대해 취재하러 왔으며, 대표로 홍진호를 취재하였다.

### 최장시간 저그 대 저그전
2005년 SO1 스타리그 16강 D조 1경기에서 홍진호는 815 맵에서 김준영과 상대하게 된다. 대개의 저그 대 저그전이 저글링과 뮤탈리스크와 스콜지 조합만으로 펼쳐지는 것과 달리, 이 경기에서는 디바우러와 히드라리스크와 퀸과 디파일러와 럴커 등 저그의 다채로운 유닛 조합과 마법들이 대부분 등장하였다. 홍진호는 초반 불리했던 전황을 딛고 운영형 전략으로 승리하였으며, 이 경기는 역대 최장 시간 저그 대 저그전이자 저그 대 저그전의 고전적인 명승부로 남아 있다. 참고로 해외에서조차 상당히 유명했던 저그 대 저그의 경기 중 한 개로 꼽히며, 특히 미국과 중국과 영국과 프랑스와 독일과 러시아 등의 선진국들의 프로게이머들과 대국민들은 운영형 전략을 상당히 선호하고 있으며 항상 운영형 전략을 즐겨하고 있다.

### 영화 주인공 '홍진호'
황정민 주연의 영화 《그림자 살인》의 극중 주인공 이름이 홍진호라는 사실이 알려지면서 모 포털 사이트의 영화 평점란은 2점과 3점, 5점, 그리고 6점으로 가득찼다. 이는 모두 게이머 홍진호를 지칭하던 것으로 2점은 준우승만 하던 홍진호를, 3점은 라이벌 임요환 선수에게 당한 3연벙(3번 연속 벙커링)을, 5점은 준우승 숫자를, 6점은 서지수에게 패배할 당시 영향을 받았던 '육회'를 의미한다. 한핏줄 영화란에도 프로게이머 홍진호와 연관이 된 영화들이 다수 올라오기도 했다. 당시 평점과 한 핏줄 영화 때문에 《그림자 살인》이 제대로 평가받지 못할 것이라는 우려가 있었고, 《그림자 살인》 홍진호 역을 맡은 영화배우 황정민은 스타크래프트 팬들에게 참아달라는 부탁을 하기도 하였다. 또한 제작사 측은 그리고 영화 상영 전에 제작사 측에서 '스타크래프트 갤러리' 유저중 몇 명에게 따로 시사회 자리를 내주기도 하였다. 하지만 영화 《그림자 살인》은 개봉 첫주 박스오피스 1위에 오르는 기염을 토하며 흥행에서 선전했다. 《그림자 살인》이 이 같은 성적을 거두자, 커뮤니티에서는 '역대 관객동원순위 2위', '관객 222만, 2222명'이라는 말이 나오고 있기도 하다.

### 735일만의 승리
2009년 6월 20일 신한은행 프로리그 08-09 5라운드 SK 텔레콤 T1과 공군 에이스의 제 3경기, 팀이 2:0으로 몰린 상황에서 홍진호는 단장의 능선 맵에서 김택용을 상대하게 된다. 당시 홍진호는 공군 입대 후 5전 전패에 그치고 있었기에 당시 KeSPA 랭킹 2위를 달리고 있던 김택용을 상대로 좋은 경기를 펼치기 어려워 보였다. 그러나 이 경기에서 홍진호는 3센치 드랍을 성공시키며 이후 자신의 장기인 폭풍과도 같은 드랍을 선보였고, 전략을 파악한 김택용에게 쉽사리 막힐 것처럼 보였음에도 놀라운 집중력으로 김택용의 리버를 연이어 파괴하고 김택용의 본진을 정리하였다. 이후 스타게이트가 파괴된 상대에게 뮤탈리스크로 완벽한 카운터를 날리며 앞마당으로 뮤탈-히드라 러쉬를 들어가며 GG를 받아낸다. 이는 홍진호가 마지막 승리 이후 735일 만에 거둔 승리로서 경기 종료 이후 많은 관중들이 홍진호 선수의 이름을 연호할 정도로 화제였다.
TNS미디어의 시청률 조사 결과 홍진호와 김택용의 경기는 전국 남성 13-25세 기준 최고시청률 2.293을 기록하여 지상파 포함 동시간대 시청률 1위를 달성했다. 한편, 이 경기는 실시간으로 가장 많은 시청자들이 시청한 08-09 시즌 스타크래프트 경기로서, 남성 13-25 수도권 기준 경기 평균 시청률이 1.346을 기록하는 등 프로리그 08-09시즌 최고 기록을 달성했다. 또한 경기 이후 홍진호의 이름이 각종 국내 포털 사이트의 실시간 검색어 순위 1위를 한동안 차지하기도 하였으나, 팀은 3:1로 패배하였다.

### 공군의 두 자리 수 승수 획득 견인
공군 ACE로의 입대 이후 홍진호는 입대 이전에 비해 다소 보완된 기량을 선보이며 김택용을 격파하는 등의 파란을 일으키기도 했으나, 2010년 5월까지의 프로리그 성적은 7승 20패에 그치고 있었다. 공군 역시 창단 후 최악의 연패 행진과 함께 김성기의 이탈 등 악재가 겹쳐 최악의 시즌을 보내고 있었다. 그러나 2010년 6월 7일 홍진호는 1년여 전 김택용을 상대했을 때와 유사한 빠른 드랍 작전으로 우정호를 격파하며 개인적으로는 2연승을 기록하였고, 팀이 선두팀 KT 롤스터를 물리치며 10연패를 마감하는 것에 크게 공헌했다.
이후 홍진호는 6월 12일 '콩라인'의 후계자 정명훈에게 패배하며 연승이 끊겼으나, 금세 전열을 가다듬어 진일보된 기량을 선보이며 연승을 시작한다. 6월 22일 하이트 스파키즈의 이경민을 상대로 5해처리 확보 후 상대의 템플러가 갖춰지기 직전 오버로드 드랍 페이크를 동반해 몰아치는 폭풍 러시로 승리를 거두었으며, 6월 28일에는 현존 최강의 저그이자 저그 대 저그전 최강자, 당시 KeSPA 랭킹 2위 이제동에게 5년 전의 김준영전을 연상시키는 장기전 명승부 끝에 승리를 차지했다. 7월 4일엔 김윤환의 다수 저글링 러시를 잘 막아내고 제공권을 장악하며 3연승에 성공했다. 홍진호의 3연승은 공군의 창단 후 최초의 프로리그 4연승과 창단 후 최초의 프로리그 10승을 확정짓는 값진 승리로, 6월 이후 홍진호가 승리한 경기에서는 모두 팀이 승리하였기에 더욱 의미있는 것이었다.
홍진호와 이제동의 일전은 MBC게임이 시청자 투표를 통해 선정한 2010년 명승부 1위에 선정되기도 했다.

### 홍진호와 '2'의 관계
준우승으로 시작한 홍진호와 숫자 '2'의 인연은 많은 곳에서 발견되었다. 다음은 홍진호가 겪은 숫자 '2'와 관련된 사건들이다.(단, 준우승 관련 사항은 위에서 서술하였으므로 제외했다.)
- 1982년에 2남 중 둘째로 태어남
- 2002년 2월 22일 KT배 스타리그 왕중왕전에서 우승 (당시 공식전으로 인정받던 이 대회의 우승으로 홍진호는 차기 스타리그 1번 시드를 부여받았으나, 알 수 없는 이유로 이 대회는 비공식전의 자격으로 변경되었다.)
- 2005년 스니커즈 올스타리그 우승으로 상금 2200만원 획득
- 긴 시간 동안 역대 온게임넷 개인리그(스타리그, 듀얼 토너먼트, 챌린지 리그) 다승 2위(106승)였으나, 2010년부터는 송병구와 임요환에 이은 3위를 기록했다.
- 역대 온게임넷 스타리그 다승 공동 2위 (공동기록: 송병구, 77승)
- 역대 KeSPA 랭킹 최장기간 2위(12개월)
- 프로게이머 2번째 억대 연봉자
- 역대 팀플 저그 중 다승 2위
- 역대 2번째로 스타리그 통산 100승 달성 (첫 번째 임요환)
- 역대 2번째로 스타리그 명예의 전당에 오름 (첫 번째 임요환)
- 역대 2번째로 억대 연봉 장기 계약 체결 (첫 번째 임요환)
- 역대 올스타전 최다 득표 2위
- 임요환을 상대로 공식전 테란전 222승 달성
- 역대 프로게이머 사상 2번째로 PC방 프랜차이즈 개설 (메가 스톰)
- 저그 사상 2번째로 스타리그 트리플 60(세 종족 상대로의 승률이 각각 60% 이상인 상태) 달성
- 2003년 봄 프로게이머 올스타들이 가요 리메이크 음반 'G.G.' 앨범을 취입하였는데, 당시 홍진호는 강산에의 '거꾸로 강을 거슬러 오르는 저 힘찬 연어들처럼'을 리메이크했고, 이 곡이 2번 트랙에 수록되었다. 하지만 언제부턴가 1번 트랙으로 바뀌었다. (현재 2번 트랙은 임요환이 불렀던 아담의 '세상엔 없는 사랑'이다.)
- 2년 5일(735일)만의 승리인 대 김택용전에서, 오후 2시 22분경부터 거세게 몰아치기 시작하여 승기를 가져왔다.
- 공군 소속 당시 휴가 복귀를 위해 열차를 예매했는데, 22일 2호차 22번 좌석이 예매되었다.
- 스타크래프트 은퇴 직후 인기검색어가 '개기월식'에 막혀 네이버 기준 검색어로 2위를 하였다.
- 은퇴식 당일 2차전에서 2시 22분에 마지막 경기를 시작하였다. 또한 그 경기는 프로리그 200번째이다 (이경기는 홍진호 선수의 테란전 200번째 경기였으며 경기결과 전상욱 선수하고의 전적이 4:2로 되었다).
- 2012년 2월 22일 리그 오브 레전드 제닉스 스톰 게임단 감독 취임.
- 리그 오브 레전드 첫 예선전에서 2연속 22킬 기록하며 2:0으로 승리(물론 홍진호 본인은 해당되지 않으나, 소속팀이 해당된다.)
- 아주부 챔피언스리그에서 팀 제닉스 스톰이 경기시간 22분만에 승리하였다.
- 프로그래머 이두희와 친분이 두터운데, 그의 별명은 '222'이다.
- 2014년 9월 6일 17시에 열린 국내 프로야구 한화-LG전에서 한화 측의 초청을 받아 시구를 하였는데, 2연패를 겪고 있던 한화는 이날 경기에서 2번의 역전 끝에 승리하였다. 2회에 최진행이 리오단의 2구째를 홈런으로 연결한데 이어, 정범모가 2회 두 번째 홈런을 연속으로 쏘아올린 것이 큰 도움이 됐다.[9] 약 2일 뒤인 2014년 9월 9일 0시 24분에 경북 경주시 남동쪽 23 km 지역에서 진도 2.2의 지진이 발생했다.
- 2015년 2월 22일 방송분 탑기어 코리아에 게스트로 출연한 2명 중 한 명이었으며, LAP타임에 출전하여 전날 사전답사 후 2번째로 트랙을 돌아 최고 기록을 세웠다. 또한 이날은 문경 세계군인체육대회 개최 D-222일이었다.
- 5일간의 썸머 방송을 계기로 네이버 실시간 검색어 순위에 올랐지만 2015년 7월 10일 오후 2시 기준 '고영욱'에 막혀 2위를 하였다.

### 민주화 발언 논란
2012년 2월 27일 LOL 나이트 쇼: 나는 캐리다 13화 방송 중에 민주화 발언을 하여서 논란이 되었다.
| “ | 홍진호: 형 탑 있는데 민주화, 민주화. 끝났어, 끝났어. 김태형: 민주화란 말 쓰지마. 홍진호: 아, 쓰면 안 돼요? 스탭: 안돼요, 안되죠 그거. 홍진호: 아, 그래요? 김태형: 나도 쓰고 싶은데 쓰면 안된대. 홍진호: 하하하, 알겠습니다. | ” |

홍진호는 2013년 7월 인터뷰를 통해 사과의 뜻을 밝혔다.

## 인터넷 밈
홍진호는 대한민국 프로게임 고전기 때부터 활동했으며, 선수 은퇴 이후로도 감독·프론트 등으로 이스포츠계에 계속 몸담고 있는, 최장 수준의 활동기간을 자랑하고 있다. 홍진호 특유의 준우승 이력과, 활동 초기의 소위 "콩댄스", "콩간지 표정" 등은 한국어권 인터넷에서 매우 인기있는 인터넷 밈으로 오랫동안, 현재까지 재생산되고 있다.

### 별명
- 저그의 황제: 저그 종족 중에서 최고의 기량을 아낌없이 발휘했으며, 현재까지도 최고의 저그로 인정받는 선수이다.
- 폭풍저그: 일단 승기를 잡으면 저글링, 럴커, 뮤탈리스크로 상대를 쉴새없이 몰아치는 경기 스타일에서 유래하였다.
- 콩: 홍진호의 '홍'이 '콩'으로 변화되었단 설과 홍진호가 키가 콩만하다는 뜻의 조롱에서 나온 것이라는 설, 그리고 어느 한 방송에서 영문이름을 실수로 'kong jin ho'로 표기한 뒤로 불리게 되었다는 설이 있다.
- 호지롷: 홍진호의 오타인 호지롷이 별명으로 굳혀짐. (비슷: 최연성의 별명 '쵱녀성', 강민의 별명 '고아민')
- 황진호: '퀴즈퀴즈'란 온라인 퀴즈 게임에서 정답이 '홍진호'인 문제가 출제되었는데, 유저 대다수가 '황진호'라고 답했다 해서 생긴 별명. 홍진호의 아이디가 Yellow라서 붙여진 별명이라는 설도 있다.
- 황신: 홍진호가 신격화 되면서 아이디 'YellOw' 즉 '노란색=황'과 '신'을 합쳐서 만들어짐(비슷: 김택용의 별명 '김택신')
- 삼연벙: 2004년 11월 12일, 라이벌 임요환과의 EVER 스타리그 2004 4강전에서 임요환의 벙커링이라는 같은 전략에 3번 연속 패배하면서 3-0으로 완패한 경기를 빗대는 말.[11][12]

### 콩댄스
홍진호가 투나 SG에 소속되어 있을 당시 팬미팅 때 추었던 막춤이다. 팬미팅 광경을 MBC GAME에서 촬영해 방송에 내보냈는데, 그 춤사위가 심히 괴이하여(홍진호의 라이벌로 인식되는 임요환은 "난해하다"고 표현한다) 온갖 조롱과 합성, 매드무비의 대상이 되었다. 만화가 박은선(필명 0하얀늑대0)이 "콩댄스 교본"을 만들기도 했다.
콩댄스가 발생한지 거의 10년 뒤인 2012년, 마지막 스타크래프트 1 리그인 Tving 스타리그 2012 결승전(허영무-정명훈) 이전에 진행된 친선경기에서 홍진호는 임요환을 상대로 승리하였다. 그리고 관객들의 열화와 같은 요구에 임요환과 함께 콩댄스를 추었다.
2013년 더 지니어스: 게임의 법칙에 출연한 홍진호는 우승한 뒤 동료 출연자들의 요구에 콩댄스를 추었다. 이제는 좋든 싫든 콩댄스가 자신의 트레이드마크가 되었다는 것을 인식하고 있는 것으로 보인다.

### 콩간지 표정
2004년 SKY 프로리그 당시 촬영된 홍진호가 지었던 표정. 홍진호의 평소 외모와는 상당히 다른 미묘한 표정이라 인구에 회자되었다. 특히 디씨인사이드에서 합성용 필수요소로 2010년대 현재까지 사용되고 있다.

## 수상
| 연도   | 리그                                | 순위   |
| ------ | ----------------------------------- | ------ |
| 2001년 | 2001 한빛소프트배 온게임넷 스타리그 | 8강    |
| 2001년 | 2001 코카콜라배 온게임넷 스타리그   | 준우승 |
| 2001년 | 2001 SKY배 온게임넷 스타리그        | 4위    |
| 2002년 | KPGA TOUR 1차리그                   | 준우승 |
| 2002년 | Reebok 2002 KPGA TOUR 2차리그       | 준우승 |
| 2002년 | 2002 Nate배 온게임넷 스타리그       | 16강   |
| 2002년 | 2002 SKY배 온게임넷 스타리그        | 3위    |
| 2002년 | Pepsi Twist 2002 KPGA TOUR 3차리그  | 6강    |
| 2002년 | 2002 Panasonic배 온게임넷 스타리그  | 3위    |
| 2003년 | 2003 Stout MSL                      | 16강   |
| 2003년 | 2003 TG삼보 MSL                     | 준우승 |
| 2003년 | 2003 Olympus배 온게임넷 스타리그    | 준우승 |
| 2003년 | 2003 Mycube배 온게임넷 스타리그     | 8강    |
| 2004년 | 2004 하나포스 CEN GAME MSL          | 16강   |
| 2004년 | 2004 SPRIS배 MSL                    | 16강   |
| 2004년 | EVER 스타리그 2004                  | 4위    |
| 2004년 | IOPS 스타리그 2004                  | 8강    |
| 2005년 | MBC게임 KT-KTF 프리미어리그         | 4위    |
| 2005년 | EVER 스타리그 2005                  | 16강   |
| 2005년 | 2005 우주닷컴 MSL                   | 16강   |
| 2005년 | So1 스타리그 2005                   | 16강   |
| 2006년 | 신한은행 스타리그 2006 시즌 1       | 3위    |
| 2006년 | 신한은행 스타리그 2006 시즌 2       | 24강   |
| 2008년 | 2008 곰TV 클래식 시즌1              | 32강   |

| 연도   | 리그                               | 순위   |
| ------ | ---------------------------------- | ------ |
| 2003년 | 2003 KTF EVER컵 프로리그           | 3위    |
| 2003년 | Neowiz Pmang컵 온게임넷 프로리그   | 준우승 |
| 2004년 | 2004 SKY 프로리그 3라운드          | 준우승 |
| 2004년 | 2004 LG-IBM PC배 팀리그            | 준우승 |
| 2004년 | 2004 현대 투싼배 팀리그            | 3위    |
| 2004년 | 2004 SKY 프로리그 그랜드파이널     | 4위    |
| 2005년 | 2005년 MBC 무비스 팀리그           | 4위    |
| 2005년 | SKY 프로리그 2005 전기리그         | 준우승 |
| 2005년 | 2005 SKY 프로리그 후기리그         | 3위    |
| 2005년 | SKY 프로리그 2005 그랜드파이널     | 준우승 |
| 2006년 | 2006 SKY 프로리그 전기리그         | 4위    |
| 2011년 | 신한은행 프로리그 10-11 위너스리그 | 준우승 |

| 연도   | 리그                      | 순위 |
| ------ | ------------------------- | ---- |
| 2002년 | WCG 스타크래프트 개인전   | 2위  |
| 2002년 | 제2회 WCG 국가대표 선발전 | 1위  |

| 연도   | 수상                                              |
| ------ | ------------------------------------------------- |
| 2008년 | 신한은행 프로리그 2008 올스타전 모바일 bob 인기상 |
| 2010년 | 신한은행 프로리그 09-10 올스타전 MVP              |
| 2010년 | 제5회 대한민국 e스포츠대상 우정상                 |

| 연도   | 리그                                    | 순위   |
| ------ | --------------------------------------- | ------ |
| 2000년 | GameRacer MeSa배 개인전                 | 준우승 |
| 2000년 | 청오정보통신 NETEL배 전국팀플대회       | 준우승 |
| 2000년 | 배틀탑 제2회 청강배                     | 3위    |
| 2000년 | Gamei배 주장원전                        | 우승   |
| 2000년 | iTV 한게임배 서바이벌 리그              | 우승   |
| 2001년 | GameBugs배 스타최강자전                 | 우승   |
| 2001년 | 온게임넷 스타왕 선발대회                | 3위    |
| 2001년 | PSB메가패스배 사이버그랑프리 리그       | 우승   |
| 2001년 | iTV 신인왕전                            | 우승   |
| 2001년 | 2001 한빛소프트배 KPGA 위너스 챔피언십  | 준우승 |
| 2002년 | KT배 온게임넷 스타리그 왕중왕전         | 우승   |
| 2003년 | MBC 여수 4대 천왕전                     | 우승   |
| 2003년 | KBC 파워게임쇼 4대천왕전                | 우승   |
| 2003년 | 벼룩시장 FindAll배 GhemTV 챌린저 오픈   | 우승   |
| 2003년 | KTEC배 KPGA 투어 위너스챔피언쉽 결승    | 우승   |
| 2003년 | ghemTV 고수초청전                       | 준우승 |
| 2003년 | MBC 김해 4대 천왕전                     | 준우승 |
| 2003년 | CJ 가야방송배 올스타전                  | 준우승 |
| 2004년 | 인텔 베스트 커플전                      | 준우승 |
| 2005년 | 스니커즈배 MBC게임 올스타 리그          | 우승   |
| 2005년 | 블리즈컨 2005 스타크래프트 부문         | 우승   |
| 2006년 | WWI 2006                                | 준우승 |
| 2006년 | 10월 제1회 슈퍼파이트 매치2             | 준우승 |
| 2006년 | IEST 스타크래프트부문                   | 3위    |
| 2009년 | IeSF 챌린지 스타 인비테이셔널 클래식    | 준우승 |
| 2009년 | e스타즈 서울 2009 스타크래프트 헤리티지 | 4강    |
| 2014년 | 몬스터짐 스타 파이널포                  | 우승   |
| 2014년 | 위메프 GOM 클래식 시즌4                 | 8강    |

|             | 경기 | 승-패   | 승률  |
| ----------- | ---- | ------- | ----- |
| 대 테란     | 427  | 235–192 | 55.0% |
| 대 저그     | 221  | 127–94  | 57.5% |
| 대 프로토스 | 275  | 165–110 | 60.0% |
| 총합        | 923  | 527–396 | 57.1% |

## 방송 활동
- 2013년 tvN 《더 지니어스: 게임의 법칙》
- 2013년 tvN 《더 지니어스: 룰 브레이커》
- 2013년 tvN 《SNL 코리아 (시즌 4)》 카메오
- 2014년 tvN 《김지윤의 달콤한 19》 게스트
- 2014년 tvN 《공유TV 좋아요》 게스트
- 2014년 tvN 《SNL 코리아 (시즌 5)》 크루
- 2014년 MBC 《나 혼자 산다》 게스트
- 2014년 MBC 《황금어장 라디오스타》 게스트
- 2014년 KBS2 《해피투게더》 게스트
- 2014년 tvN 《로맨스가 더 필요해》
- 2014년 JTBC 《크라임씬》
- 2014년 tvN 《오늘부터 출근》
- 2014년~2015년 SBS 파워FM 《영스트리트》고정 게스트
- 2015년 tvN 《SNL 코리아 (시즌 6)》 카메오
- 2015년 XTM 《The Style Class》
- 2015년 JTBC 《김제동의 톡투유 - 걱정 말아요! 그대》 게스트
- 2015년 JTBC 《크라임씬 2》
- 2015년 tvN 《더 지니어스: 그랜드 파이널》
- 2015년 SBS 《동상이몽, 괜찮아 괜찮아》 게스트
- 2015년 JTBC 《학교 다녀오겠습니다》
- 2015년 XTM 《수컷의 방을 사수하라》
- 2015년 O'live 《올리브쇼 셰프들의 레시피 게임》
- 2015년 MBN 《전국제패》 게스트
- 2015년 SBS 《런닝맨》 게스트
- 2016년 KBS2 《대국민 토크쇼 안녕하세요》 게스트
- 2016년 KBS2 《구석구석 숨은 돈 찾기》
- 2016년 네이버 TV 《소녀접근금지》 - 홍진호 역
- 2017년 MBC 《랭킹쇼 123》 연예인 판정단
- 2018년 네이버TV 《포커페이스》 고정 출연
- 2018년 SBS 파워FM 《배성재의 텐》고정 게스트, 스페셜DJ[35]
- 2022년 SBS 파워FM 《배성재의 텐》스페셜DJ
- 2023년 MBC 《라디오 스타》게스트
- 2023년  SBS 《신발 벗고 돌싱포맨》 게스트
- 2023년 MBC 《구해줘! 홈즈》게스트
- 2023년  SBS 《런닝맨》 게스트
- 2023년  SBS 《미운 우리 새끼》 게스트
- 2024년  SBS 《런닝맨》 게스트
- 2024년 SBS 《강심장VS》게스트
- 2024년 tvN 《유 퀴즈 온 더 블럭》 게스트

## 광고
- 2014년 KT GIGA - 레이디 제인, 뉴질랜드 마오리족 하카댄스단과 함께 출연
- 2014년 넥슨 피파온라인3
- 팀 제닉스에 속한 만큼 제닉스의 게이밍기어 제품 광고를 맡기도 한다.

## 관계
홍진호는 2024년 3월 17일 10살 연하의 비연예인 여성과 서울 모처에서 결혼식을 올렸다. 
그리고 결혼 2달 만인 5월에 아빠가 되었다. 아기의 태명은 콩콩이로 초음파 사진과 함께 본인의 인스타그램에 임신 소식을 알렸다.

## 같이 보기
- 강민
- 박정석
- 임요환
- 최연성